# Gräspiplärka
För fågelarten Anthus leucophrys, se brunryggig piplärka.
Gräspiplärka (Anthus chii) är en fågel i familjen ärlor inom ordningen tättingar. Arten har även kallats savannpiplärka.

## Utseende och läte
Gräspiplärkan är en rätt färglöst beige fågel, med streckad brun ovansida och ljusare undersida med streckat bröst men otecknad buk. Noterbart är även långa skäraktiga ben och vita yttre stjärtpennor. Sången som ofta avges i flykten består av några tickande toner följt av ett utdraget och strävt fallande "tzeeeeeeew".

## Utbredning och systematik
Gräspiplärka delas in i två underarter med följande utbredning:
- Anthus chii chii – nordöstra Brasilien till Argentina och östra Brasilien
- Anthus chii parvus – västra Panama och nordöstra Colombia genom nordcentrala Brasilien till Guyanaregionen

Fram tills nyligen behandlades perupiplärka (Anthus peruvianus) som en underart till gräspiplärka, och vissa taxonomer gör det fortfarande.
Traditionellt har gräspiplärkan haft artepitetet lutescens. Studier visar dock att chii har prioritet.

## Levnadssätt
Gräspiplärkan hittas i en rad olika öppna och plana miljöer, som savann, jordbruksområden och öknar. Den ses mestadels på marken, ibland sittande högre upp på en liten busktopp eller en staketstolpe.

## Status och hot
Arten har ett stort utbredningsområde, men tros minska i antal, dock inte tillräckligt kraftigt för att den ska betraktas som hotad. Internationella naturvårdsunionen IUCN listar arten som livskraftig (LC). Beståndet uppskattas till i storleksordningen fem till 50 miljoner vuxna individer.

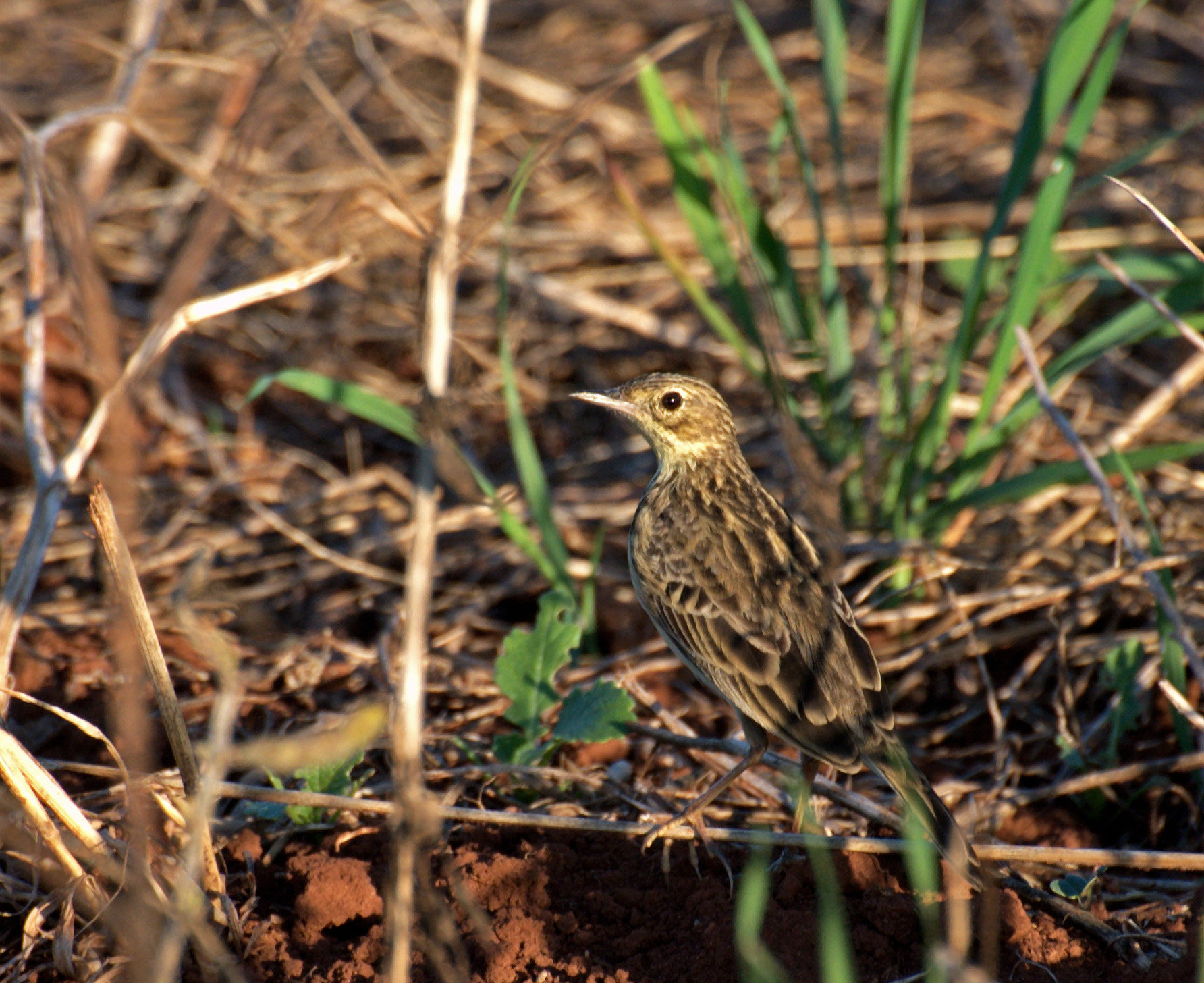